# 瓦努尼
瓦努尼是玻利維亞的城鎮，由奧魯羅省負責管轄，位於該國西部，距離首府奧魯羅44公里，海拔高度3,957米，每年平均降雨量約400毫米，2010年人口17,378。
18°17′24″S 66°50′18″W / 18.29°S 66.8383°W